# باشگاه فوتبال مرباط
باشگاه فوتبال مرباط (عربی: نادي مرباط الرياضي) یک باشگاه فوتبال در شهر مرباط، عمان است.
این باشگاه که در سال ۱۹۷۳ تأسیس شده در لیگ حرفه‌ای فوتبال عمان بازی می‌کند.